# 소마 다카타네

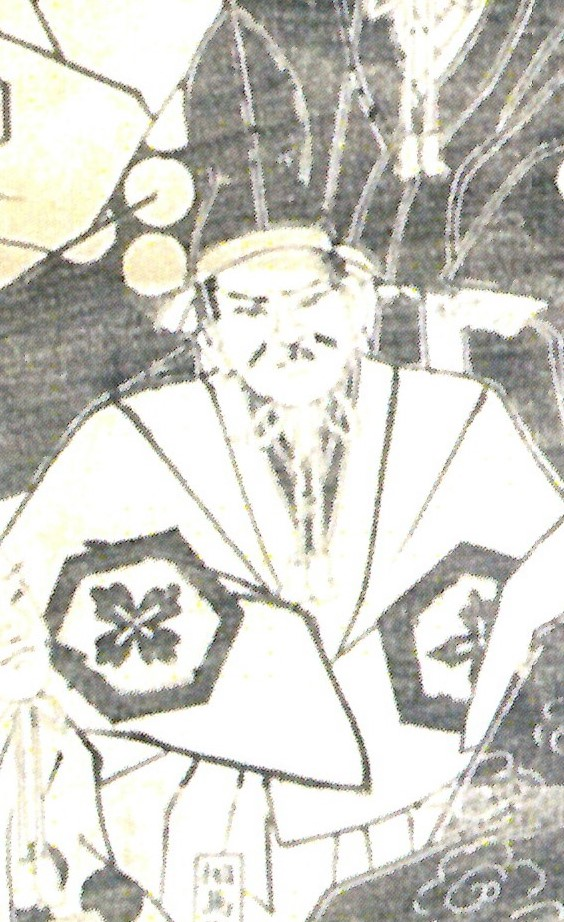
소마 다카타네

소마 다카타네(일본어: 相馬尊胤, 1697년 3월 11일 ~ 1772년 5월 6일)는 일본 에도 시대의 다이묘로, 소마 나카무라번의 7대 번주이다. 어릴 적 이름은 지요마쓰(千代松)이며, 통칭은 민부(民部)이다. 초명은 기요타네(清胤), 무네타네(宗胤)였고, 관위는 종5위하, 단조쇼히쓰(弾正少弼), 단조다이히쓰(弾正大弼)이다.
5대 번주 소마 마사타네의 둘째 아들(서자)로 태어났다. 1696년에 누나인 시나히메(品姫)와 혼인한 사타케 요시타카(佐竹義珍)가 사위 양자가 되면서 소마 노부타네라는 이름으로 다카타네의 의붓형이 되었다. 1708년 음력 12월 3일, 의붓형 노부타네의 양자가 되었고, 노부타네의 셋째 아들 노리타네를 양자로 삼았다. 그해 음력 12월 15일에 쇼군 도쿠가와 쓰나요시를 알현하였다. 1709년 음력 6월 5일, 노부타네가 은거하면서 번주 자리를 물려받았고, 이듬해 종5위하 사누키노카미에 서임되었다가, 후에 단조다이히쓰에 올랐다. 바쿠후의 명에 따라 도네강, 아라카와강 공사 담당자로 근무하였다. 1752년 음력 5월 15일, 양자 노리타네가 후계 상속 전에 사망하고 말아, 1765년 음력 5월 21일, 은거하면서 노리타네의 둘째 아들 모로타네에게 가문을 계승하게 했다. 1772년 음력 4월 9일에 사망하였다. 정실 부인은 혼다 야스요시의 딸이다.
| 전임 소마 노부타네 | 제7대 소마 나카무라번 번주 1709년 ~ 1765년 | 후임 소마 모로타네 |